# Huelga policial en Ecuador de 1981
La huelga policial en Ecuador de 1981 ocurrió el 5 de enero de 1981 durante la presidencia de Jaime Roldós Aguilera en Ecuador. La huelga inició a las 7:00 y fue coordinada entre la tropa de la Policía Nacional del Ecuador de Quito y Guayaquil, el motivo fue que luego de año nuevo aún no se había pagado a los policías su sueldo de diciembre de 1980 y los aguinaldos navideños. El principal foco del amotinamiento fue el Regimiento Quito N° 1 en la ciudad capital.
El manejo de la crisis quedó en manos de Carlos Feraud Blum, ministro de Gobierno, quien a través de altos oficiales de la policía, conversó con la tropa. Hubo enfrentamientos entre la tropa y los oficiales, e incluso un incidente con bomba lacrimógena en Guayaquil. Los policías insubordinados reclamaron la remoción del ministro Feraud, quien había dicho que el gobierno no iba a ceder ante las peticiones.
A las 21:30 del mismo día, Feraud informó que el conflicto estaba solucionado. El gobierno decidió acelerar el pago de las remuneraciones pendientes y se mejoró el monto destinado a almuerzos de la tropa.